# Bisdom Ipameri
Het bisdom Ipameri (Latijn: Dioecesis Ipameriensis) is een rooms-katholiek bisdom met als zetel Ipameri, in Brazilië. Het bisdom is suffragaan aan het aartsbisdom Goiânia.

## Geschiedenis
Het bisdom werd opgericht op 11 oktober 1966, uit delen van het aartsbisdom Goiânia.

## Parochies
Het bisdom had in 2021 een oppervlakte van 296.426 km2 en telde 361.000 inwoners waarvan 93,4% rooms-katholiek was.

## Bisschoppen
- Gilberto Pereira Lopes (3 november 1966 - 19 december 1975)
- Antônio Ribeiro de Oliveira (19 december 1975 - 23 oktober 1985)
- Tarcísio Sebastião Batista Lopes (19 december 1986 - 29 juli 1998)
  - Geraldo do Espírito Santo Ávila (apostolisch administrator: 29 juli 1998 - 19 mei 1999)
- Guilherme Antônio Werlang (19 mei 1999 - 7 februari 2018)
- José Francisco Rodrigues do Rêgo (15 mei 2019 - heden)

Goiânia (aartsbisdom) · Anápolis · Goiás · Ipameri · Itumbiara · Jataí · Rubiataba-Mozarlândia · São Luís de Montes Belos